# Woiwodschap Ermland-Mazurië
De woiwodschap Ermland-Mazurië (Pools: Województwo warmińsko-mazurskie [uitspraak: [vɔjɛˈvut͡stfɔ varˈmiɲskɔ maˈzurskʲɛ], ong. vojevoetstfo varmienjsko mazoerskië), soms ook Warmië-Mazurië genoemd,  is een woiwodschap in het noordoosten van Polen. De hoofdstad is Olsztyn.
Het werd op 1 januari 1999 opgericht uit de samenvoeging van de woiwodschap Olsztyn met de westelijke helft van de woiwodschap Suwałki en een gedeelte van de woiwodschap Elbląg. De naam verwijst naar de twee historische landen in de voormalig Duitse provincie Oost-Pruisen: Ermland en Mazurië. Het gebied ligt ten zuiden van de Russische oblast Kaliningrad die vóór 1945 eveneens tot Oost-Pruisen behoorde. 
De woiwodschap heeft een oppervlakte van 24.202 km² en telt ongeveer 1.357.900 inwoners (2024).

## Bevolking
Ermland-Mazurië telt 1.436.367 inwoners op 31 december 2016. Daarvan wonen er ongeveer 848 duizend in steden en ruim 588 duizend op het platteland. In het jaar 2016 werden er 13.443 kinderen geboren, terwijl er 14.078 mensen stierven. De natuurlijke aanwas bedroeg -635 mensen. Het geboortecijfer is laag en bedraagt 9,3‰. Het sterftecijfer is onder het Poolse gemiddelde en bedraagt 9,8‰. Dat correspondeert een bevolkingsafname van -0,4‰ vanwege denataliteit. Net als elders in Polen is ook het geboortecijfer in Ermland-Mazurië hoger op het platteland (9,9‰) dan in de steden (8,9‰). Het sterftecijfer bedraagt 9,9‰ in steden en 9,7‰ op het platteland. De natuurlijke bevolkingsaanwas in steden (-1,9‰) is lager dan op het platteland (+0,3‰).

## Grootste steden
Steden met meer dan 20.000 inwoners in 2006
1. Olsztyn (Allenstein) - 174.473
2. Elbląg (Elbing) - 127.275
3. Ełk (Lyck) - 56.120
4. Iława (Deutsch Eylau) - 33.912
5. Ostróda (Osterode) - 33.603
6. Giżycko (Lötzen) - 30.989
7. Kętrzyn (Rastenburg) - 30.100
8. Szczytno (Ortelsburg) - 25.772
9. Bartoszyce (Bartenstein) - 25.511
10. Działdowo (Soldau) - 24.830
11. Mrągowo (Sensburg) - 22.730

## Districten (powiats)

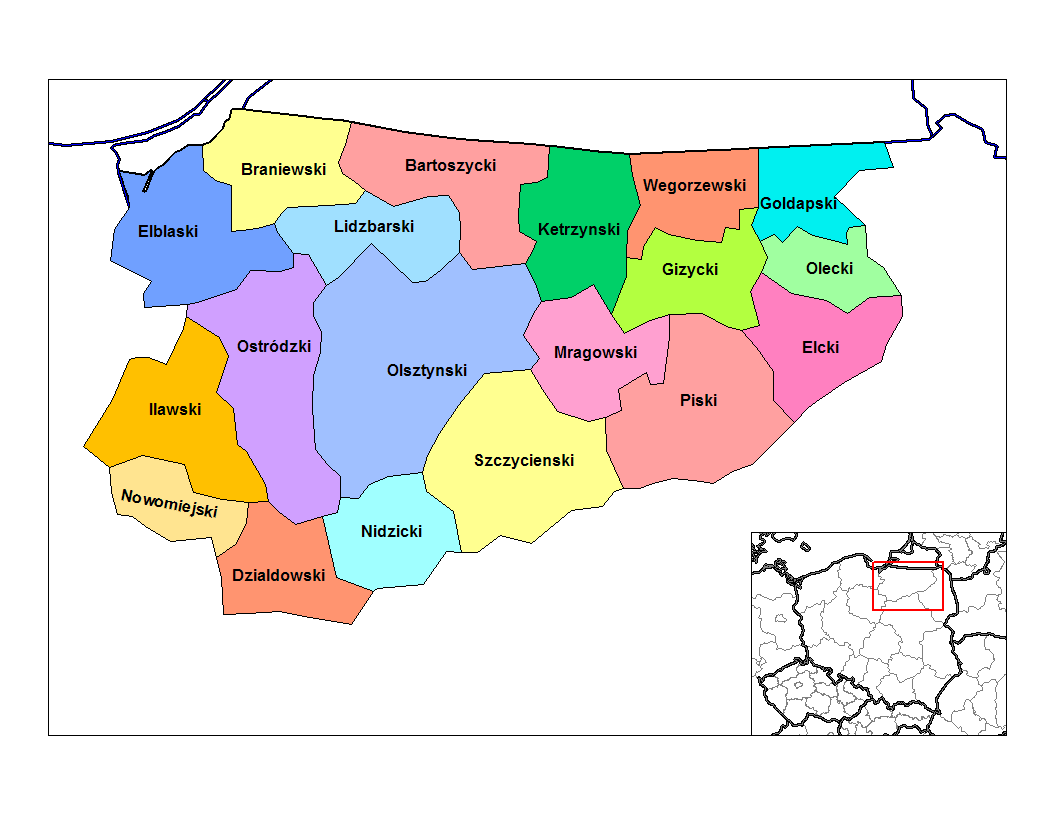
Powiats in Woiwodschap Ermland-Mazurië

Ermland-Mazurië is onderverdeeld in twee stadsdistricten:
- Elbląg

- Olsztyn

en negentien districten:
- Bartoszyce
- Braniewo
- Działdowo
- Elbląg
- Ełk
- Giżycko
- Gołdap
- Iława
- Kętrzyn
- Lidzbark Warmiński

- Mrągowo
- Nidzica
- Nowe Miasto Lubawskie
- Olecko
- Olsztyn
- Ostróda
- Pisz
- Szczytno
- Węgorzewo

Stadsdistricten:
Elbląg · Olsztyn

Districten:
Bartoszyce · Braniewo · Działdowo · Elbląg · Ełk · Giżycko · Gołdap · Iława · Kętrzyn · Lidzbark Warmiński · Mrągowo · Nidzica · Nowe Miasto Lubawskie · Olecko · Olsztyn · Ostróda · Pisz · Szczytno · Węgorzewo

Grootste steden:
Bartoszyce · Działdowo · Elbląg · Ełk · Iława · Giżycko · Kętrzyn · Mrągowo · Ostróda · Olsztyn · Szczytno
Ermland-Mazurië · Groot-Polen· Heilig Kruis · Klein-Polen · Koejavië-Pommeren · Łódź · Lublin · Lubusz · Mazovië · Neder-Silezië · Opole · Podlachië · Pommeren · Silezië · Subkarpaten · West-Pommeren